# Ternuma
Ternuma (acrônimo para Terrorismo Nunca Mais) é uma organização não-governamental formada em 1998 por militares, ex-militares, familiares e seus simpatizantes que tem por objetivo interditar e negar o passado sobre a ditadura militar no Brasil de 1964 a 1985.
Apesar de não assumir uma definição política explícita, o Ternuma tem ostensivamente enaltecido o golpe de 1964, relembrado os casos de mortos por grupos armados opositores ao regime vigente e criticado fortemente as ocupações de propriedade promovidas pelo Movimento dos Trabalhadores Rurais Sem Terra. É considerado uma organização de extrema-direita.
O nome adotado surgiu como contraponto ao Grupo Tortura Nunca Mais, fundado em 1985 por vítimas da repressão política no período da ditadura. Desde a sua criação, o grupo Ternuma tem se oposto à concessão de indenização aos familiares que tiveram parentes mortos ou desaparecidos porque considera que vários daqueles militantes tinham praticado atos de terror. Segundo as contas do grupo, 119 pessoas foram mortas pelo terrorismo de esquerda, sem direito à indenização segundo o projeto original (a lei n.º 9 140, conhecida como Lei dos Desaparecidos Políticos do Brasil) aprovado em 4 de dezembro de 1995, no governo de Fernando Henrique Cardoso, e que estipula reparação pública aos atingidos pela instabilidade política entre 1961 e 1988.[carece de fontes?]
Em 2002, a comentarista Miriam Leitão alegou ter recebido ameaças vindas do site do grupo Ternuma, por ter feito uma comparação entre a morte do jornalista Tim Lopes (morto naquele ano por narcotraficantes do grupo Comando Vermelho, no Rio de Janeiro) e o assassinato de Vladimir Herzog, nas dependências do DOI-CODI, em São Paulo, em 1975.
Em 2008, o Ternuma classificou o comando do Exército Brasileiro de "covarde" e "omisso", por não ter defendido o coronel reformado Carlos Alberto Brilhante Ustra, que havia sido condenado pela justiça brasileira pelo sequestro e tortura de cinco integrantes da família Almeida Teles, cujos pais eram militantes do PCdoB nos anos de 1972 e 1973.